# ハス県

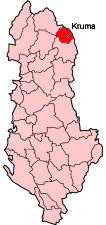
ハス県

ハス県（アルバニア語：Rrethi i Hasit、英語：Has District）は、アルバニアのクケス州に位置する、アルバニアの県の1つである。人口は20,000人（2001年度）で、面積は374km2である。県都はクルマである。ハス県には多くの村があり、それらの村（特に Vlahen）は1999年のコソボ紛争におけるNATOへの協力で知られるようになった。
Vlahen は300軒の家と3000人の人がいる。彼らはコソボ難民を受け入れた。また、Vlahen はPashtrigu山(2847m)、Maja Gajrepit山(1875m)、Qafa e Kunores dhe Qafa e Kurrizit のような様々な山がある。